# Arnaud Robinet
Pour les articles homonymes, voir Robinet.
Arnaud Robinet, né le 30 avril 1975 à Reims, est un homme politique français, membre d'Horizons et maire de Reims depuis 2014. Il est, depuis le 21 septembre 2022, président de la Fédération hospitalière de France. Il est président du Grand Reims depuis le 29 janvier 2024.

## Famille
Né de parents commerçants, Arnaud Robinet a une sœur et un frère, Benjamin Robinet. Du côté paternel, sa grand-mère est oranaise de confession juive et son grand-père originaire de Verzy, un village de la montagne de Reims, est catholique. Du côté maternel, son grand-père est kabyle.
Il est père d’un fils né en 2007 et lié en 2023 par pacte civil de solidarité (PACS) à Fanny Lévy.

## Études et carrière professionnelle
Arnaud Robinet fréquente les écoles primaires Voltaire et Saint-Joseph, le collège Jeanne-d'Arc puis le lycée Saint-Joseph de Reims, où il obtient son baccalauréat. Avec trois échecs au concours de première année de médecine, il ne parvient pas à accéder à la formation de médecin. Il se réoriente et finit par obtenir un doctorat de recherche en biochimie et biologie moléculaire à la faculté de médecine de Reims en 2003. En 2007, il devient maître de conférences des universités-praticien hospitalier en pharmacologie à l'université de Reims-Champagne-Ardenne et au CHU de Reims.

## Parcours politique

### Au niveau local
Il adhère à Démocratie libérale en 1998. Il devient conseiller municipal de Reims, où il siège dans la majorité de Jean-Louis Schneiter après les élections de 2001. Il se présente sans succès aux régionales de 2004 sur la liste UMP de Jean-Claude Étienne et aux municipales de 2008 à Reims sur la liste divers droite de Catherine Vautrin.
Arnaud Robinet se présente aux élections cantonales de 2011 dans le sixième canton de Reims pour « renforcer [son] ancrage local ». Le conseiller général socialiste sortant, Francis Hénon, qui avait été élu lors d'une triangulaire en 2004 dans ce canton de droite, ne se représente pas. Il reçoit, outre l'investiture UMP, le soutien du Nouveau Centre et de l'Alliance centriste. Après être arrivé en tête du premier tour avec près de 40 % des voix, il est élu au second tour face à Zara Amarouche-Pince, réunissant 56,13 % des suffrages, reprenant ainsi le canton à la gauche.
Début 2014, il se présente comme tête de liste lors des élections municipales à Reims et le 30 mars, à l'issue du second tour, sa liste remporte la victoire avec 46,19 % des voix, devant celle menée par la maire socialiste sortante Adeline Hazan, qui totalise 42,75 %. Le 4 avril suivant, il est élu maire par le conseil municipal
Il est réélu au premier tour lors des élections municipales de 2020 avec 66,32 % des voix, élections marquées à Reims (69 %) comme au niveau national par une très forte abstention due à la pandémie de Covid 19.
Profitant d'un vide juridique, la municipalité expérimente depuis 2021 la vidéosurveillance algorithmique de Thales pour surveiller la population, sans que les habitants et les élus de l’opposition en soient informés. Cette surveillance est révélée par la presse en 2023,.
Il est élu président de la communauté urbaine du Grand Reims en conseil communautaire extraordinaire le 29 janvier 2024, face à Charles Gossard, maire de Fismes. Il succède ainsi à Catherine Vautrin, nommée ministre deux semaines plus tôt.

### Au niveau national
À la suite de la démission de Renaud Dutreil de son mandat de député de la première circonscription de la Marne, Arnaud Robinet est choisi comme candidat de l'UMP pour lui succéder. Il arrive en tête du premier tour de l'élection législative partielle avec 28,64 % des voix devant le socialiste et premier adjoint à la maire de Reims, Éric Quénard (28,05 %), et l'ancien député divers droite Francis Falala (20,94 %). Le 14 décembre 2008, il est élu député avec 52,49 % des suffrages exprimés (dans un contexte de faible participation, à 24,16 %) face à Éric Quénard, malgré la large défaite de la droite aux élections municipales du printemps. À 33 ans, il devient le plus jeune des députés UMP.
En raison de son activité professionnelle, puisqu'il est praticien hospitalier, Arnaud Robinet devient membre de la commission des Affaires sociales de l'Assemblée nationale lors des XIIIe et XIVe législatures,. Il est également le secrétaire national de l'UMP chargé des retraites et membre de la mission d'information sur le Médiator.
Aux élections législatives de 2012, il se place en tête lors du premier tour avec 38,54 % des suffrages, devant Sabrina Ghallal (PS) à 34,62 % et Thierry Besson (FN) à 14,82 %. Il est réélu au second tour avec 52,77 % des voix, dans une première circonscription remodelée, qui avait voté à 51,92 % pour Nicolas Sarkozy à l'élection présidentielle. Dans la ville de Reims, il obtient 50,65 % des voix.
Il soutient la candidature de François Fillon pour la présidence de l'UMP lors du congrès d'automne 2012.
En 2013, il vote contre la loi ouvrant le mariage aux personnes de même sexe : « Je me suis beaucoup posé la question entre voter contre et m'abstenir. Finalement, vu les problèmes soulevés par la GPA, la PMA et le nom de famille, mon vote est contre la loi. Comme beaucoup, je voulais l'égalité des droits pour les couples, mais je n'ai pas eu assez de réponses sur certains points. Or, c'est bien de mariage pour tous qu'il est question. Du coup, je pense que certains couples iront en justice pour bénéficier de la PMA et de la GPA, ce que je refuse. Alors, je vais voter contre en raison de toutes les incertitudes à ce sujet ».
Le 9 décembre 2014, Nicolas Sarkozy, élu président de l'UMP, le nomme secrétaire national de l'UMP chargé de la santé.
Il soutient Bruno Le Maire pour la primaire présidentielle des Républicains de 2016. En septembre 2016, il est nommé avec plusieurs autres personnalités politiques conseiller politique de la campagne.
Le 13 septembre 2016, il apparaît dans le magazine d'investigation de France 2 Cash Investigation - « Industries agro-alimentaires : business contre santé », qui concerne le puissant lobby de l'agro-alimentaire, l’ANIA.[évasif]
Le 1er mars 2017, dans le cadre de l'affaire Fillon et après le départ de Bruno Le Maire de l'équipe de campagne de François Fillon, il renonce à son tour à soutenir le candidat LR à la présidentielle. Finalement, comme de nombreux élus de son camp, il apporte à nouveau son soutien à François Fillon sans s'engager pleinement dans la campagne du candidat.
Pour respecter la loi sur le cumul des mandats, il renonce à se présenter aux élections législatives de 2017.
Après sa réélection à la mairie de Reims, il adresse le 11 septembre 2020 une lettre au Premier ministre, Jean Castex, afin de proposer une expérimentation sur la légalisation du cannabis dans sa ville. Le 26 septembre, avec les maires Les Républicains de Châteauroux, Gil Avérous, et de Charleville-Mézières, Boris Ravignon, il signe une tribune dans le Journal du dimanche pour la légalisation de la consommation de cannabis, qu'ils estiment être « le meilleur moyen d’en anéantir le trafic et de ruiner les trafiquants ».
Dans un questionnaire adressé à tous les candidats avant l'élection municipale de 2020 par le journal local L'Union, il indique regretter avoir voté contre le mariage pour tous par discipline de groupe parlementaire et contre ses convictions.
Fin décembre 2020, il suscite des critiques en demandant la mise en place d'un troisième confinement en janvier 2021[réf. nécessaire].
Fin 2021, il quitte LR pour rejoindre Horizons, le parti d'Édouard Philippe,. En janvier 2022, il annonce son soutien au président sortant Emmanuel Macron en vue de l'élection présidentielle qui se tient la même année.
En novembre 2023, lors des débats autour de la loi immigration, il publie une tribune pour défendre l'aide médicale d'État (AME) et estime que sa suppression serait « un non-sens déontologique, économique et sanitaire ».

## Détail des mandats et fonctions
- 2001-2008 : membre du conseil municipal de Reims (Marne)
- 2001-2008 : membre de la communauté d'agglomération de Reims Métropole
- 2011-2014 : conseiller général de la Marne (élu dans le canton de Reims-6)
- 2008-2017 : député de la première circonscription de la Marne
- Depuis 2014 : maire de Reims et membre de la communauté d'agglomération de Reims Métropole
- Depuis 2022 : président de la Fédération hospitalière de France (FHF)[31].
- Depuis 2024 : président du Grand Reims

## Décorations
- Chevalier de la Légion d'honneur, le 31 décembre 2023 au titre de « président d’une association nationale d’hôpitaux et d’établissements médicosociaux publics, maire de Reims (Marne) ; 22 ans de services »[32]